# NGC 7109
NGC 7109 (również PGC 67192) – galaktyka eliptyczna (E), znajdująca się w gwiazdozbiorze Ryby Południowej. Odkrył ją John Herschel 25 września 1834 roku.